# Zdeněk Zlámal
Zdeněk Zlámal (* 5. November 1985 in Přerov) ist ein tschechischer Fußballspieler auf der Torhüterposition.

## Vereinskarriere
Zlámal begann mit dem Fußballspielen bei Spartak Hulín. Den Sprung in die erste Mannschaft schaffte der Torhüter bereits mit 16 Jahren, sein Debüt gab er am 14. Juli 2002 im Pokalspiel beim FC Morkovice. In der 82. Spielminute blieb er nach einem Zusammenstoß mit einem Gegenspieler liegen und wurde mit einer Gehirnerschütterung in ein Krankenhaus gebracht. Zur Saison 2004/05 wechselte Zlámal zum damaligen Zweitligisten SK Hanácká Slavia Kroměříž, wo er sofort Stammkeeper wurde.
In anderthalb Jahren bestritt er 36 Zweitligaspiele, ehe er im Januar 2006 von Sparta Prag verpflichtet wurde. An der Nummer eins im Tor, Jaromír Blažek, kam das junge Talent jedoch nicht vorbei und machte lediglich vier Zweitligaspiele mit der B-Mannschaft.
Zur Spielzeit 2006/07 wurde Zlámal an Tescoma Zlín ausgeliehen. Dort spielte der Torwart regelmäßig. Nach dem Abgang von Jaromír Blažek zum 1. FC Nürnberg wurde Zlámal im Sommer 2007 von Sparta Prag zurückgeholt, aber noch vor Meisterschaftsbeginn Anfang August an Slovan Liberec verkauft.
Ende August 2009 wechselte Zlámal zum italienischen Erstligisten Udinese Calcio und wurde umgehend an den spanischen Zweitligisten FC Cádiz verliehen. Im September 2010 wechselte der Torhüter auf Leihbasis zu Slavia Prag.
Im Sommer 2016 verließ Zlámal Bohemian und heuerte beim türkischen Erstligisten Alanyaspor an. Nach einer Saison zog er dann zu FC Fastav Zlín weiter. Im Mai 2018 wechselte er zum schottischen Erstligisten Heart of Midlothian. In Edinburgh soll Zlámal Jon McLaughlin und Jack Hamilton ersetzen.

## Nationalmannschaft
Zdeněk Zlámal absolvierte zwischen 2006 und 2007 zwölf Spiele für die tschechische U21-Nationalmannschaft. Im Mai 2009 debütierte der Torwart in der A-Mannschaft.